# Pio Angelo Brindisi
Pio Angelo Brindisi (Pescara, 29 settembre 1909 – Chieti, 16 maggio 1989) è stato un calciatore italiano, di ruolo difensore. Fratello maggiore del pittore Remo.

## Carriera
Inizia a giocare all'età di 14 anni e si tessera con l'Ursus di Castellammare Adriatico, poi Tito Acerbo. A 18 anni si trasferisce a Roseto degli Abruzzi in II^ Divisione nel Fascio Sportivo Rosetano. Ritorna l'anno successivo a Pescara nella neonata Abruzzo per poi passare alla Nocerina. Gioca a Ferrara con la Spal la stagione 1930-1931 in Prima Divisione. Nell'A.C. Pescara gioca la stagione 1933-1934, poi viene ceduto al Messina dove esordisce in Serie B, disputando 9 partite.
Nella stagione 1935-1936 passa all'Aquila dove gioca per sette anni di cui due in Serie B, per un totale di 31 presenze e 1 gol nel primo anno e 30 presenze nell'anno successivo.